# Live in Leipzig
Live in Leipzig este primul album live al formației Mayhem. Este una dintre puținele înregistrări cu Dead ca vocalist. Acest album este de fapt și ultima lui apariție într-un concert deoarece la aproximativ 6 luni după înregistrare s-a sinucis. Membrii formației i-au dedicat albumul.
Albumul este considerat de mulți a fi primul album live black metal din toate timpurile. Concertul a avut loc în clubul Eiskeller din Leipzig, Germania în data de 26 noiembrie 1990. Acest album a devenit faimos în comunitatea black metal și a ajutat la promovarea formației. Motivul principal pentru popularitatea acestei înregistrări a fost brutalitatea concertului. Dead s-a tăiat cu un cuțit și a aruncat cu bucăți de carne în descompunere în public. De asemenea pe scenă erau pungi cu corbi morți și capete de porc înfipte în țăruși. 
Versiunea originală a acestui album live s-a produs în doar 1000 de exemplare. Ulterior a fost relansat de mai multe ori. Pe unele versiuni apare următorul text scris de Dead: "Jag är inte en människa. Det här är bara en dröm, och snart vaknar jag. Det var för kallt och blodet levrades hela tiden." care se traduce prin "Nu sunt uman. Acesta este doar un vis și în curând mă voi trezi. Era prea frig și sângele mi se coagula tot timpul."

## Lista pieselor
- Piesele 1, 2, 9 și 10 sunt de pe Deathcrush
- Piesele 3, 4, 7, 8 și 11 sunt de pe De Mysteriis Dom Sathanas
- Piesele 5 și 6 sunt de pe Pure Fucking Armageddon

1. "Deathcrush" - 04:37
2. "Necrolust" - 03:46
3. "Funeral Fog" - 06:31
4. "Freezing Moon" - 07:05
5. "Carnage" - 04:06
6. "Carnage"[4] - 03:47
7. "Buried By Time And Dust" - 05:29
8. "Pagan Fears" - 07:00
9. "Chainsaw Gutsfuck" - 05:07
10. "Pure Fucking Armageddon" - 03:10
11. "Freezing Moon"[4] - 06:16

## Personal
- Dead - vocal
- Euronymous - chitară
- Necrobutcher - chitară bas
- Hellhammer - baterie